# 深尾吉英
深尾吉英（1949年7月1日—）是一名日本前排球运动员。他在1972年夏季奥林匹克运动会中，参加了男子排球比赛并获得金牌。他也参加了1970年和1974年亚洲运动会，均获得金牌。